# Temenis bahiana
Temenis bahiana är en fjärilsart som beskrevs av Hans Fruhstorfer 1907. Temenis bahiana ingår i släktet Temenis och familjen praktfjärilar. Inga underarter finns listade i Catalogue of Life.